# Farní sbor Českobratrské církve evangelické v Rýmařově
Farní sbor Českobratrské církve evangelické v Rýmařově byl farním sborem mezi léty 1945 a 2006.

## Historie
Do roku 1945 byl Rýmařov německým městem s nevelkou českou menšinou. Po druhé světové válce v důsledku osidlování pohraničí se zde zakládá kazatelská stanice dílem olomouckého faráře T. Pokorného a vikáře M. Friče. Od roku 1946 probíhají v Rýmařově pravidelné bohoslužby a dále v bohoslužebných střediscích ve Staré Vsi, Horním Městě a Břidličné, později v Albrechticích, na Dolní Moravici a v Jiříkově.

## Faráři sboru
- 1949–1952	Otakar Roubic vikář, 1950 osamostatnění sboru
- 1953–1956 Ladislav Mach diakon
- 1956–1966	Vladimír Fiala farář
- 1967–1973	Vlastimil Jaša farář
- 1974–1982	Jan Trnka diakon
- 1984–1992 Petr Maláč diakon
- 1992–1999	Miloš Vavrečka diakon/jáhen
- 1999–2006	Marek Ryšánek jáhen